# Ward Bond
Ward Bond (9 de abril de 1903 - 5 de noviembre de 1960) fue un actor estadounidense nacido en Benkelman, Nebraska, Estados Unidos.

## Vida
Importante actor de carácter, de imponente físico y de facciones duras. Su nombre completo era Wardell E. Bond y fue amigo íntimo de John Ford. Creció en Denver y acudió a la Universidad de California. Por aquel entonces era jugador del mismo equipo de fútbol americano que John Wayne. Llegó fortuitamente al cine por John Ford, que lo contrató como extra en 1929, llegando a participar con él en 24 películas. En los que serían los últimos años de su vida fue popular su participación en la serie televisiva Wagon Train (Caravana)

## Filmografía
- El triunfo de la audacia - 1929
- Un yanqui en la corte del rey Arturo - 1931
- El doctor Arrowsmith - 1931
- Sucedió una noche - 1934
- El chico millonario - 1934
- El delator - 1935
- Calle sin salida (película de 1937)
- Dodge, ciudad sin ley - 1939
- El joven Lincoln - 1939
- Corazones indomables - 1939
- Lo que el viento se llevó - 1939
- Las uvas de la ira - 1940
- Hombres intrépidos - 1940
- Camino de Santa Fe - 1940
- Oro, amor y sangre - 1940
- Kit Carson - 1940
- La ruta del tabaco - 1941
- Sargento York - 1941
- El halcón maltés - 1941
- Manpower - 1941
- Gentleman Jim - 1942
- El halcón inicia el vuelo - 1942
- Dos en el cielo - 1943
- Tall in the Saddle - 1944
- They Were Expendable - 1945
- Pasión de los fuertes - 1946
- ¡Qué bello es vivir! - 1946
- Tierra generosa - 1946
- El fugitivo - 1947
- Fort Apache - 1948
- 3 Godfathers - 1948
- Wagon Master - 1950
- La casa en la sombra - 1951
- La flota silenciosa - 1951
- El hombre tranquilo - 1952
- Soplo salvaje - 1953
- Hondo - 1953
- Johnny Guitar - 1954
- Cuna de los héroes - 1955
- Escala en Hawaii - 1955
- Las columnas del cielo - 1956
- The Searchers (Más corazón que odio o Centauros del desierto) - 1956
- Escrito bajo el sol - 1957
- China Doll - 1958
- Río Bravo - 1959
- Alias Jesse James - 1959